# Труфанов Сергій Михайлович
Сергій Михайлович Труфанов (в чернецтві Іліодор; нар. 7 [19] жовтня 1880, Область Війська Донського, Російська імперія — пом. 28 січня 1952, Нью-Йорк, США) — російський ієромонах-чорносотенець, протеже Григорія Распутіна і автор записок про нього; згідно ряду оцінок — авантюрист.

## Біографія

### Ранні роки
Народився Сергій Труфанов 7 (19) жовтня 1880 року на хуторі Великому, станиці Маріїнської Першого Донського округу Області Війська Донського в родині псаломщика місцевого храму. Родина була досить освіченою: Труфанови передплачували часописи, вдома була зібрана багата бібліотека.
У 10 років Сергій вступив до Новочеркаського духовного училища; під час навчання він проживав у дядька і тітки. Потім навчався у Новочеркаській духовній семінарії, яку закінчив у 1900 році. Навчання продовжив у Санкт-Петербурзькій духовній академії. Як він писав пізніше: «Моя єдина мета при цьому полягала в тому, щоб заповнити час до досягнення законного віку для вступу в монастир». На третьому курсі, 29 листопада 1903 року, відбулося його постриг у чернецтво з нареченням імені Іліодор ректором академії архієпископом Сергієм (Страгородським). Незабаром після цього познайомився з Григорієм Распутіним.

### Чернецтво

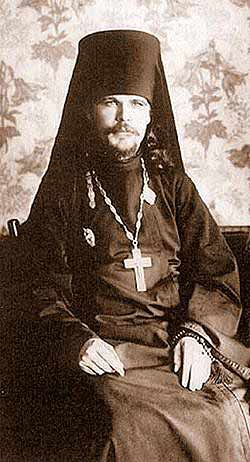

Після закінчення академії він був направлений викладачем до Ярославської духовної семінарії, де у нього склалися добрі відносини з відомим своїми правими переконаннями губернатором Олексієм Роговичем.
Захоплення чорносотенними ідеями привело до конфлікту і його вирішили перевести в Новгородську семінарію, але він відмовився їхати до Новгорода і попросився до Почаївської лаври. Тут він продовжував брати активну участь у діяльності «Союзу російського народу», а також в чорносотенній пресі — «Почаївському листку», «Віче» тощо. Влаштовував мітинги, на які сходилися значні натовпи народу; вів вкрай різку агітацію проти євреїв та інородців взагалі, проти інтелігенції, з постійними закликами до погромів; постійно нападав на вищих посадових осіб на державній і на церковній службі. Вдаючись до демагогічних прийомів, говорив про інтереси страждаючого селянства, Іліодор здобув значну популярність у населення (в основному селянського).
В 1907 році, архієпископу Антонію (Храповицькому), який займав Волинську кафедру, з Петербурга переслали № 17 «Почаївських известий», що вийшов під редакцією Іліодора під загальним заголовком «Люди, звільняйтесь від жидів»: обер-прокурор Святійшого Синоду Петро Ізвольський вказував: «Вірю, що осудіть слова і вирази, яким не місце в цьому виданні». Святійший синод заборонив Іліодору літературну діяльність, але, користуючись заступництвом різних впливових осіб, він не підкорився цій забороні і залишився безкарним.
Типовим прикладом проповіді Іліодора стала неодноразово видана Почаївською лаврою брошура «Бачення ченця». Головний герой оповідання, чернець бачить у світі людей розділених на два табори (подібно євангельській притчі про «овець» і «козлів»): праворуч стоїть чорна сотня, ліворуч — червона. Праворуч, головним чином, народ; але є й бідно одягнені священики, ченці і кілька панів. Зліва — студенти, фабричні робітники, і особливо виділялися жиди", а також багато одягнені священики. За сюжетом, більшість лівих убиває блискавка і тільки покаявшихся прощає врятований народом государ. Кінець бачення: смерть ченця, від особи якого йшла розповідь; його хоронять дикі звірі, залишаючи послання — «могили моєї не шукайте». Фактично в лаврі видавалася література, відверто спрямована проти вищої церковної ієрархії.

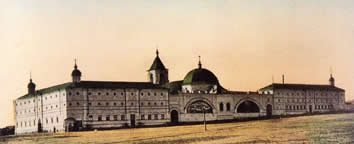
Заснований Іліодором Свято-Духів монастир

З допомогою Распутіна Іліодор знайшов покровителів у державних сферах, але тут же почав сам боротися з впливом Распутіна. В 1908 році він, однак, був переведений до Саратовської єпархії — в Царицин, де отримав незначний за значенням прихід. Тут його діяльність, під заступництвом саратовського єпископа Гермогена, розгорнулася ще ширше. З 1 березня 1908 року він став завідувати в Царицині архієрейським обійстям, який незабаром перетворився на чоловічий Свято-Духів монастир. Проповіді Іліодора поступово залучили натовпи прочан, які безкоштовно працювали на обитель. У дворі монастиря були зроблені підземні катакомби, пов'язані підземними ходами з храмом та іншими будівлями. Підземелля обкладалися цеглою, перекривалися склепіннями. Плани їх трималися в секреті. Створювався монастир-фортеця з ідеєю «обложеної фортеці», яка протистоїть «гинучому світу».
Іліодор різко нападав на місцеву адміністрацію, зокрема — на саратовського губернатора графа Сергія Татищева, якого закликав «відшмагати на царській стайні». Займався зціленням хворих і вигнанням бісів з клікуш і різних припадочних, що забезпечувало йому ореол святого і чудотворця. Коли в 1909 році Синод заборонив Іліодора до служіння, той назвав розпорядження Синоду «безблагодатним і беззаконним» і продовжував служити. Синод постановив перевести Іліодора до Мінська, але Іліодор не поїхав і через Распутіна домігся зустрічі з імператрицею Олександрою Федорівною та скасування постанови.
У листопаді 1909 року Іліодор організував у Царицині урочистий прийом для Распутіна, потім здійснив разом з ним подорож на його батьківщину — в село Покровське Тобольської губернії. Під час перебування в будинку Распутіна отримав від нього деякі листи від членів імператорської родини, які згодом опублікував.
Іліодор лаяв мусульман і лютеран, інтелігентів і купців, журналістів і драматургів, при цьому вживав, прикриваючись юродством, ненормативну лексику, наприклад, у телеграмі до московської міської думи з приводу її рішення про придбання (для створення музею письменника) будинку Лева Толстого, якого таврував як «великого духовного розбійника богохульника» і «яснополянского біса».
У 1910 році Іліодор за образу поліції був засуджений судом до місячного арешту, але це постанова до виконання не було доведено. У січні 1911 року було прийнято постанову Синоду про переведення Іліодора в один з монастирів Тульської єпархії. Після дводенного гучного протесту Іліодор підкорився постанові Синоду і виїхав з Царицина, залишивши близько 500 000 рублів боргу, взятого ним для будівництва нового храму та інших монастирських потреб. Через місяць Іліодор втік з новосільського монастиря, повернувся в Царицин і відновив свою діяльність.
21 травня мав зустріч з імператором Миколою II. Вбивство прем'єр-міністра Петра Столипіна у вересні 1911 року Іліодор сприйняв позитивно. Він писав: «Я не знаю, чи щиро плакала Росія або удавано, а тільки сталося так, як завжди буває в таких випадках. Спочатку відслужили панахиду по Столипіну близькі йому особи, а потім за ними, як скоти, потягнулися всі православні російські люди».
З 9 по 27 липня 1911 року він організував велелюдну прощу своїх прихильників з Царицина до Свято-Успенської Саровської пустині, маршрут якого проходив кількома поволзькими містами. Грошова допомога Іліодору в організації паломництва (в розмірі трьох тисяч рублів) була надана через Распутіна, за його ж прохання, особисто імператрицею. Це подорож супроводжувався багатьма випадками хуліганства з боку паломників.
За заявою самого Іліодора, який відвідав двічі Казань, головною причиною здійснених ним у 1911 році частих поїздок Росією були пошуки викраденої (за 7 років до цього) чудотворної Казанської ікони Божої Матері. На шляху прямування паломників Іліодор неодноразово робив гучні політичні заяви, через що виникали конфліктні ситуації, які привертало до «іліодоровців» пильну увагу преси.

### Конфлікт з Распутіним та позбавлення сану

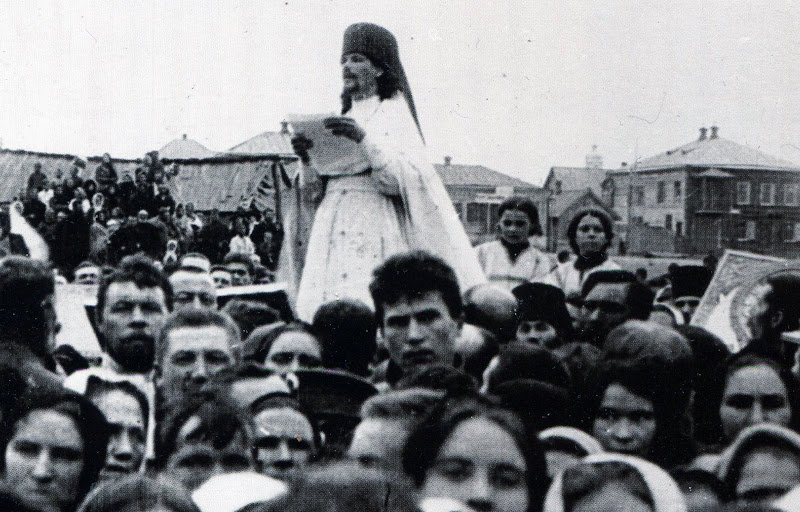
Іліодор читає народу вдячну телеграму Миколі II

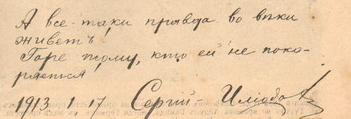
Автограф 17 січня 1913 року

На квартирі єпископа Гермогена 16 грудня Іліодор, юродивий Митя, письменник Іван Родіонов та інші зажадали від Распутіна порвати зв'язки з царською сім'єю і покаятися в гріхах. Цей вчинок коштував йому підтримки Распутіна. У своєму протистоянні з Синодом Іліодор залишився без підтримки високопоставлених столичних кіл.
У січні 1912 року було приведено у виконання постанову Синоду про ув'язнення Іліодора до Флорищевої пустині Володимирської єпархії. Після недовгого опиру, він був відправлений у заслання під жандармським конвоєм. З пустині він бомбардував імператора і Синод викривальними листами, роздавав інтерв'ю газетярам. 8 травня Іліодор подав до Синоду прохання про зняття сану, а в посланні до шанувальників заявляв, що розкаюється у своїй діяльності, просить вибачення у євреїв, відрікається від віри в православну церкву. Після півроку «умовлянь» рішенням Святійшого Синоду в грудні 1912 року був позбавлений сану і звільнений з монастиря.
Півтора року прожив у себе на батьківщині (хутір Великий) під суворим поліцейським наглядом, де навколо нього знову стали збиратися прихильники (громада «Нова Галілея»). За твердженням деяких авторів, був причетний до організації невдалого замаху на Распутіна, яке здійснила Хіонія Гусєва. За намовою Распутіна заарештований 26 січня 1914 року і звинувачений в «блюзнірстві, богохульство, образу його величності і заснування злочинного співтовариства». Побоюючись кримінального переслідування, Іліодор 19 липня 1914 року втік за кордон через Фінляндію. Випустив там викривальну книгу «Святий чорт (записки про Распутіна)». У червні 1916 року переїхав до США.
В 1917 році книга Труфанова «Святий Чорт» про Григорія Распутіна була видана в Росії. За твердженням білоемігрантів-монархістів, перевірка змісту книги у Надзвичайній слідчій комісії показала, що вона була наповнена вигадкою: безліч телеграм, які наводив Труфанов, ніколи насправді не надсилались. Разом з тим у свідченнях Анни Вирубовойї, Степана Білецького, у листуванні самої цариці з Распутіним однозначно підтверджується наявність реальних листів та потрапляння їх до Ілиідора.

### Після революції
В 1917 році Труфанов брав участь у лівому русі, після Жовтневої перевороту навіть пропонував свої послуги більшовикам. За особистою пропозицією Фелікса Дзержинського почав служити в ЧК, де виконував «найделікатніші доручення». В 1917 році знявся (камео) у першому фільмі про революцію в Росії — «Падіння Романових».
З 1918 по 1922 рік жив у Царицині, де в квітні 1921 року створив секту «Вічного миру». Тоді ж оголосив себе «єпископом Царицинським і Патріархом всієї Південної Росії». Активно використовувався органами ВЧК-ОГПУ для розколу Царицинської єпархії.

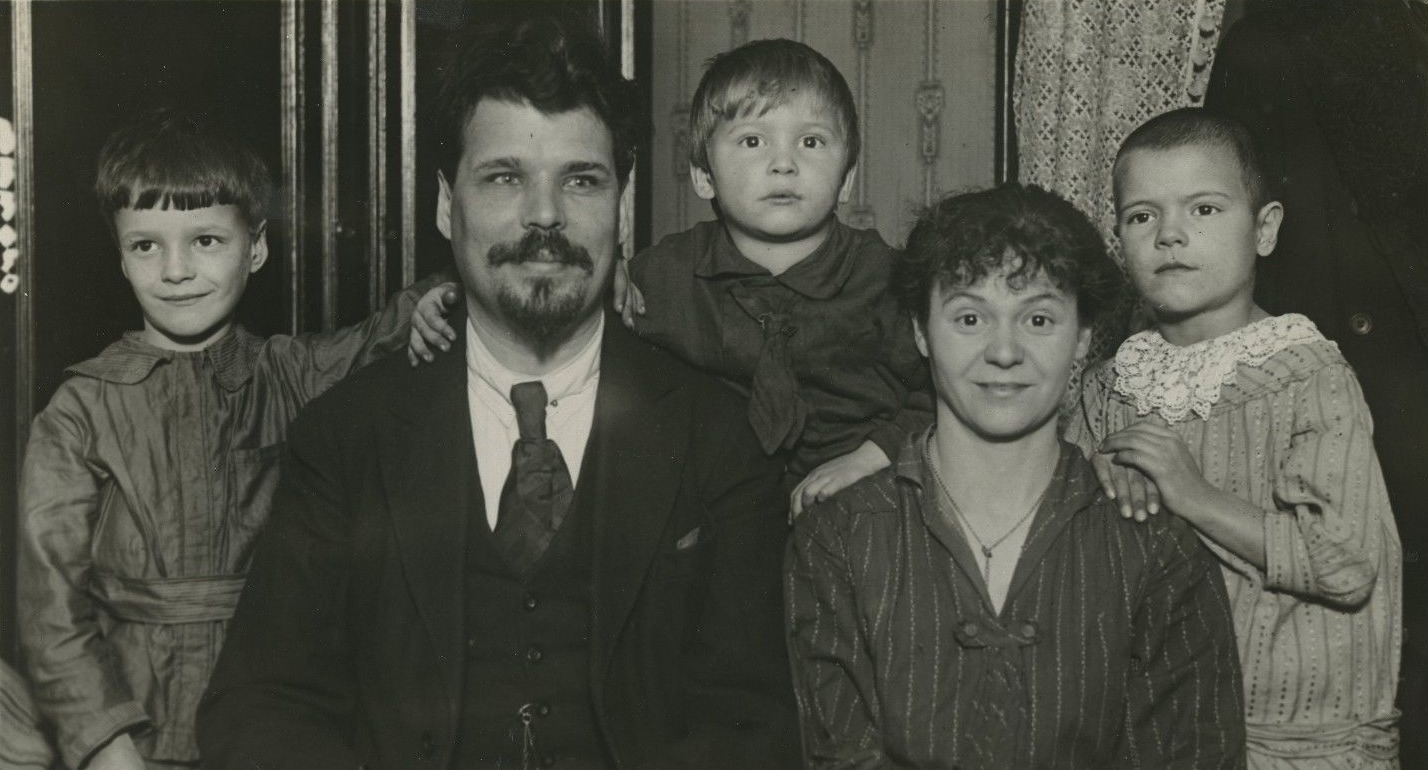
Сергій Труфанов з сім'єю, 1922 рік

У травні 1922 року емігрував до Німеччини, а потім у США, де публікував свої записки про Распутіна. Працював швейцаром у невеликому готелі. Наприкінці 1924 року звернувся до обновленського Синоду з покаянням та проханням про прийняття в спілкування. Був прийнятий у спілкування як мирянин з можливістю подальшого відновлення у священному сані.
Відомо, що 25 червня 1933 року ієромонах-розстрига виступив у Нью-Йорку в залі, званому «Просвіта». В газеті «Росія» зазначалося, що його доповідь булп дотепною, він піддав вбивчій критиці місію архієпископа Веніаміна (Федченкова), підняв російський національний прапор, проголосив: «Вітчизна в небезпеці!» Втім, архієпископ Веніамін домігся в 1934 році зняття заборони з Іліодора і відновлення його в сані ієромонаха, а також призначив секретарем свого єпархіального управління, розповідав усім про його «величезною душевною силою» і надав йому можливість захищати московську патріархію в пресі. Але Труфанов не виправдав надій екзарха, створив власну Російську Народну Універсально-Християнську Церкву, а себе оголосив патріархом у вигнанні.
Помер 28 січня 1952 року від хвороби серця. Син Сергій ночами працював в готелі «Нью-Йоркер», застрелений у квітні 1942 року невідомим бандитом у грецькому ресторані.